# Chiesa di San Carlo Borromeo (Germignaga)
La chiesa di San Carlo è un edificio religioso nel comune di Germignaga, in provincia di Varese

## Storia
Grazie ad un lascito privato e alla grande richiesta della popolazione devota a San Carlo Borromeo, è stata costruita la chiesa. Nonostante il progetto sia stato redatto nel 1626, i lavori sono iniziati solamente 31 anni più tardi. La realizzazione del luogo di culto è stata eseguita dal lavoro gratuito di molti abitanti del comune stesso ed è stata completata nel 1665.
Nel 1841 un fulmine ha danneggiato il campanile della chiesa, che cadde in parte sul tetto e danneggiò i muri laterali. 
Sia nel 1910 che nel 1938 ci sono stati diversi lavori di restauro, nel 1967 è avvenuto il rifacimento della copertura e sono stati risistemati gli esterni.

## Descrizione
La chiesa si apre su un sagrato che domina le vie più a monte del centro storico del paese. Ha una pianta semplice, un'unica aula che termina con un presbiterio quadrangolare. 
La facciata sobria è caratterizzata da un doppio ordine di lesene doriche reggenti un timpano tringolare. Centralmente è posto un portale decorato da una cornice in granito rosa di Baveno.
Internamente alla chiesa c'è l'altare maggiore a parete, ligneo e dietro di esso è collocata un'ancona raffigurante San Carlo racchiusa tra due colonne tortili.